# 606-й лёгкий бомбардировочный авиационный полк
606-й ночной лёгкобомбардировочный авиационный полк — воинское подразделение вооружённых сил СССР в Великой Отечественной войне.

## Наименование полка
В различные годы своего существования полк имел наименования:
- 606-й лёгкий бомбардировочный авиационный полк;
- 606-й легко-бомбардировочный авиационный полк;
- 606-й легкобомбардировочный авиационный полк;
- 606-й ночной легкобомбардировочный авиационный полк;
- 606-й бомбардировочный авиационный полк;
- 606-й штурмовой авиационный полк;
- 606-й штурмовой авиационный ордена Кутузова полк[1].

## История
Сформирован осенью 1941 года, на базе Ярославской школы стрелков-радистов. В оперативное подчинение полка были переданы 64 ораэ и 105 ораэ.
На вооружении полка состояли 27 самолётов Р-5 и эскадрилья Р-Z.
С октября 1941 г. полк участвовал в Битве за Москву, он действовал на Юхновском направлении в составе 77-й смешанной авиационной дивизии. В первую же ночь экипажи нанесли удары по мостам и переправам через Угру, Оку и Протву. За месяц боёв полк совершил более 800 боевых вылетов и сбросил более 7000 бомб. По советским данным 606-й НЛБАП уничтожил 4 моста, 9 переправ, 7 железнодорожных составов, 3 артиллерийские батареи, до 90 автомобилей и 2 самолёта на земле. 7 октября 1941 г. младший лейтенант И. С. Денисов таранил немецкий самолёт-разведчик Henschel Hs 126.
В декабре 1941 г. переформирован в 606-й штурмовой авиационный полк.
В составе действующей армии полк находился с 7 октября по 7 декабря 1941 года.

## Подчинение
| Дата       | Фронт (округ) | Армия     | Корпус | Дивизия                            | Примечания |
| ---------- | ------------- | --------- | ------ | ---------------------------------- | ---------- |
| 06.10.1941 | -             | 5-я армия | -      | 77-я смешанная авиационная дивизия | -          |

## Командиры
- Полковник Н. С. Виноградов — 03.10.1941—?

## Участие в операциях и битвах
- Битва за Москву — с 7 октября 1941 года по 11 ноября 1941 года.
- Наро-Фоминская операция — с 1 декабря 1941 года по 5 декабря 1941 года.